# Saint-Joseph (Reunión)
Saint-Joseph es una comuna francesa situada en el departamento y región de Reunión. 
El gentilicio francés de sus habitantes es Saint-Joséphois.

## Situación
La comuna está situada en el sur de la isla de Reunión.

## Demografía
| Gráfica de evolución demográfica de Saint-Joseph (Reunión) entre 1961 y 2013 |
|                                                                              |

Fuente: Insee

## Comunas limítrofes
| Noroeste: Le Tampon                         | Norte: Le Tampon   | Noreste: Sainte-Rose   |
| Oeste: Le Tampon, Saint-Pierre y Petite-Île |                    | Este: Saint-Philippe   |
| Suroeste: Océano Índico                     | Sur: Océano Índico | Sureste: Océano Índico |